# Nordfjorden (Meløy)
 For alternative betydninger, se Nordfjorden. (Se også artikler, som begynder med Nordfjorden)
Nordfjorden er den inderste del af Holandsfjorden, som igen er en arm af Skardfjorden i Meløy kommune i Nordland fylke i Norge. Fjorden går  10 kilometer mod øst til Kilvik i bunden af  fjorden. Den har indløb mellem Brasethaugen i vest og Otervikhaugen i øst. Bygden Holand ligger på nordsiden af fjorden, lige indenfor indløbet.
Navnet Nordfjorden har ingen lokal forankring. Hos de indfødte bruges navnet Holandsfjorden om den, og selve bygden Holand ligger også her.
Fylkesvej 17 går langs nordsiden af fjorden.